# Liste der Kulturdenkmale in Görsbach
Die Liste der Kulturdenkmale in Görsbach umfasst die als Ensembles, Straßenzüge und Einzeldenkmale erfassten Kulturdenkmale des thüringischen Ortes Görsbach. Erfüllende Gemeinde für Görsbach ist die Stadt Heringen/Helme.
Die Angaben in der Liste ersetzen nicht die rechtsverbindliche Auskunft der zuständigen Denkmalschutzbehörde.

## Legende
- Bild: zeigt ein Bild des Kulturdenkmals und gegebenenfalls einen Link zu weiteren Fotos des Kulturdenkmals im Medienarchiv Wikimedia Commons
- Bezeichnung: Name, Bezeichnung oder die Art des Kulturdenkmals
- Lage: Wenn vorhanden Straßenname und Hausnummer des Kulturdenkmals; Grundsortierung der Liste erfolgt nach dieser Adresse. Der Link Karte führt zu verschiedenen Kartendarstellungen und nennt die Koordinaten des Kulturdenkmals.
 Kartenansicht, um Koordinaten zu setzen – in dieser Kartenansicht sind Kulturdenkmale ohne Koordinaten mit einem roten bzw. orangen Marker dargestellt und können in der Karte gesetzt werden. Kulturdenkmale ohne Bild sind mit einem blauen bzw. roten Marker gekennzeichnet, Kulturdenkmale mit Bild mit einem grünen bzw. orangen Marker.
- Datierung: gibt das Jahr der Fertigstellung beziehungsweise das Datum der Erstnennung oder den Zeitraum der Errichtung an
- Beschreibung: bauliche und geschichtliche Einzelheiten des Kulturdenkmals, vorzugsweise die Denkmaleigenschaften
- ID: Die ID identifiziert das Kulturdenkmal eindeutig. In Thüringen sind aktuell keine IDs veröffentlicht. In der ID-Spalte kann sich auch folgendes Icon  befinden, dies führt zu Angaben zu diesem Kulturdenkmal bei Wikidata.

## Görsbach
| Bild                                    | Bezeichnung                    | Lage                              | Datierung | Beschreibung                                                     | ID |
| --------------------------------------- | ------------------------------ | --------------------------------- | --------- | ---------------------------------------------------------------- | -- |
| weitere Bilder Fotos hochladen          | Halbmeilenstein „Große Glocke“ | an der L3080 (Karte)              |           | Meilenstein an der L3080                                         |    |
| Direkt Bild zu diesem Denkmal hochladen | Grab                           | Koordinaten fehlen! Hilf mit.     |           | Die Hofstadt, Grab eines sowjetischen Soldaten                   |    |
| weitere Bilder Fotos hochladen          | Evangelische Kirche            | Schulplatz (Karte)                |           | Kirche samt künstlerischer Ausstattung, Kirchhof und Einfriedung |    |
| Fotos hochladen                         | Wohnhaus                       | Beethovenstraße 204 (Karte)       |           | Wohnhaus und Anbau                                               |    |
| Fotos hochladen                         | Gasthof                        | Beethovenstraße 235 (Karte)       |           | Gasthof „Alte Schenke“                                           |    |
| BW                                      | Wohnhaus                       | Georg-Schumann-Straße 262 (Karte) |           | Wohnhaus                                                         |    |
| BW                                      | Wohnhaus                       | Goethestraße 32 (Karte)           |           | Wohnhaus und Nebengebäude                                        |    |
| BW                                      | Wohnhaus                       | Goethestraße 58 (Karte)           |           | Wohnhaus                                                         |    |
| Fotos hochladen                         | Wohnhaus, Gasthof              | Goethestraße 70 (Karte)           |           | Wohnhaus                                                         |    |
| BW                                      | Hoftor                         | Ernst-Thälmann-Straße 98 (Karte)  |           | Hoftor                                                           |    |
| BW                                      | Wohnhaus                       | Ernst-Thälmann-Straße 99 (Karte)  |           | Wohnhaus „Kleine Weide“                                          |    |
| BW                                      | Hofanlage                      | Thomas-Müntzer-Straße 24 (Karte)  |           |                                                                  |    |
| BW                                      | Wohnhaus                       | Thomas-Müntzer-Straße 24a (Karte) |           | Wohnhaus                                                         |    |
| BW                                      | Wohnhaus                       | Thomas-Müntzer-Straße 25 (Karte)  |           | Wohnhaus                                                         |    |
| BW                                      | Pfarrhaus                      | Robert-Koch-Straße 229 (Karte)    |           | Pfarrhaus, Wohnhaus                                              |    |
| Fotos hochladen                         | Wohnhaus                       | Schulplatz 234 (Karte)            |           | Wohnhaus, Ecke Robert-Koch-Straße, freistehend                   |    |